# Bobartia longicyma
Bobartia longicyma är en irisväxtart som beskrevs av Margaret Clark Gillett. Bobartia longicyma ingår i släktet Bobartia och familjen irisväxter.

## Underarter
Arten delas in i följande underarter:
- B. l. longicyma
- B. l. magna
- B. l. microflora